# The House of Discord
The House of Discord è un cortometraggio muto del 1913 diretto da James Kirkwood. Prodotto dalla Biograph Company, fu distribuito dalla General Film Company  e uscì in sala il 13 dicembre 1913.

## Produzione
Il film fu prodotto dalla Biograph Company e Klaw & Erlanger.

## Distribuzione
Distribuito dalla General Film Company, il film - un cortometraggio in due bobine - uscì nelle sale cinematografiche USA il 13 dicembre 1913. Ne venne fatta una riedizione che fu distribuita sul mercato americano il 1º agosto 1916.
Copia della pellicola viene conservata negli archivi del Museum of Modern Art.